# Jyamrung
Jyamrung (nep. ज्यामरुङ) – gaun wikas samiti w środkowej części Nepalu w strefie Bagmati w dystrykcie Dhading. Według nepalskiego spisu powszechnego z 2001 roku liczył on 1517 gospodarstw domowych i 7920 mieszkańców (4197 kobiet i 3723 mężczyzn).